# ビル・ローリング
ビル・ローリング（Bill Rowling）ことサー・ウォレンス・エドワード・ビル・ローリング（Sir Wallance Edward Rowling、1927年11月15日 - 1995年10月31日）は、ニュージーランドの政治家。第30代ニュージーランド首相。

## 歴史
モツエカ生まれ。農家の出身。ネルソンの名門ネルソン・カレッジを卒業後、クライストチャーチのカンタベリー・カレッジ（現在のカンタベリー大学）で経済学を専攻する。教員養成校を卒業後、小学校教師となる。その後、教員生活を引退し、ニュージーランド軍へ入隊する。軍学校の助手となり、マレーシア、シンガポールで任務に就く。マラヤ危機に配備される。
1960年の議会総選挙にニュージーランド労働党より出馬するが落選する。1962年にニュージーランド労働党の議員ジェリー・スキナーの死去に伴い行われた補欠選挙で当選する。1972年の総選挙でノーマン・カークが勝利し、ローリングは財務大臣に就任する。1974年にカークが急死し、ヒュー・ワットが代理首相を務める。ニュージーランド労働党はローリングを後任党首に選び、第30代ニュージーランド首相に就任する。
前任のカークが人気ある首相であったため、ノーマンの人気はいまひとつであった。1975年の総選挙ではローリングの人気を起こすためのキャンペーン “Citizens for Rowling” を掲げ、エドモンド・ヒラリー、ジェフリ・パルマーなど著名人を援軍に選挙戦を展開するも、ロバート・マルドゥーン率いるニュージーランド国民党に敗北する。その後も野党党首として活動するも、1982年にデビッド・ロンギに党首を交代し政界から引退する。
政界引退後は駐米大使（1985年 - 1988年）を務め、ニュージーランド国立博物館の設立に参加する。博物館の構想はその後ニュージーランド国立博物館テ・パパ・トンガレワとして設立された。